# Dr. Knock
Dr. Knock (Knock) è un film del 2017 diretto da Lorraine Lévy. È il quarto adattamento cinematografico della commedia teatrale Knock, ovvero il trionfo della medicina scritta da Jules Romains nel 1923.

## Trama
Knock è un ex truffatore e ladruncolo, all'apparenza pentito, che trova la sua occasione di riscatto nel momento in cui, cercando di scappare da due malviventi che lo torchiano per un debito, si propone al comandante di una nave come ufficiale medico di bordo senza aver mai conseguito la laurea. Questa inattesa esperienza gli dà la consapevolezza di avere un talento innato per curare le persone e ciò lo induce a studiare medicina da autodidatta, approfondendo con scrupolo le varie materie. Un giorno, dopo essere sbarcato, arriva nel piccolo villaggio di Saint-Maurice (sulle Alpi francesi) deciso a far fortuna applicando il suo "metodo": vuole convincere gli abitanti del luogo che ogni persona in buona salute è in realtà un "malato" che si è trascurato o che ha ignorato semplicemente la sua malattia. Inizia così a diagnosticare ad ognuno un malanno, reale o immaginario. Riesce in tal modo a diventare non solo un medico affermato e professionalmente stimato, ma anche un punto di riferimento per la gente del posto. Maestro nell'arte della seduzione e della manipolazione, Knock è a un passo dal raggiungere il suo scopo, finché due accadimenti non previsti rischiano di far naufragare il suo piano: un affare di cuore e un losco individuo arrivato dal suo passato e deciso a ricattarlo.